# Bäckskålmurkla
Bäckskålmurkla (Helvella rivularis) är en svampart som tillhör divisionen sporsäckssvampar, ordningen skålsvampar och släktet hattmurklor (Helvella). Arten beskrevs av Henry Dissing och Sigmund Sivertsen 1980. Den är en liten hattmurkla, vars skål eller "hatt", som skålen kan kallas, eftersom den sitter på en kort fot, mäter 0,5–2 cm i diameter. Dess hymenium har en grå till mörkt gråaktigt brun färg och luden yta. Foten är 1,5–3,5 cm hög, gråaktig upptill och gulaktigt vit nedtill.
Artens ekologi och biotoppreferenser är dåligt kända, men den har främst återfunnits i kalkrika områden, främst längs bergsbäckar, bland mossor på kalkrik sand eller fuktig jord. Arten förekommer i Norge, där den har en bicentrisk supalpin till alpin utbredning, och den förmodas (artstatus behöver bekräftelse) också förekomma i Sverige, Finland och Island. Arten kan förväxlas med andra snarlika arter. Några fynd först sedda som H. rivularis från Kanada på 1990-talet tros numera tillhöra en annan art.
I Norge listas arten som livskraftig. Arten listas som reproducerande i Sverige, men dess hotstatus är ännu ej bedömd, vilket den inte heller är i Finland.